# Nascar on ESPN

NASCAR on ESPN est une émission de télévision américaine qui couvre les courses automobiles de la NASCAR sur la chaîne ESPN.